# Иван Белошевић
Иван Белошевић (Сушак, 12. септембар 1909 — Загреб, 7. октобар 1987) био је југословенски и хрватски фудбалер, репрезентативац и фудбалски тренер.

## Каријера
Почео је да игра фудбал 1924. у загребачком клубу Графичар, а 1931. прешао је у загребачку Конкордију, с којом је 1932. освојио првенство Југославије. Играо је на позицији левог бека.
Играчки зенит достигао је у дресу Грађанског у који је прешао 1937. године, а у сезони 1939/40. освојио још једну титулу државног првака. Био је снажан, срчан и поуздан одбрамбени играч.
Наступио је два пута за Б селекцију Југославије. За А репрезентацију Југославије одиграо је 11 утакмица. Дебитовао је 3. јуна 1933. у мечу против Грчке (5:3) за Балкански куп у Букурешту, а од дреса са државним грбом опростио 15. октобра 1939. у сусрету против Немачке у Загребу (1:5). Током 1940. године одиграо је три утакмице за тадашњу Бановину Хрватску.
Након играчке каријере 1941. године, посветио се тренерском позиву и водио загребачке екипе Викторију, НК Аматер, НК Металац, ХШК ЗЕТ и ХТШК Графичар, а затим Славију из Вараждина и Металац из Сиска.
Преминуо је 7. октобра 1987. године у Загребу.

## Успеси
- Конкордија
  - Првенство Југославије: 1932.
- Грађански
  - Првенство Југославије: 1940.

## Наступи за репрезентацију Југославије
| #   | Датум              | Место    | Противник    | Резултат | Гол | Такмичење                                |
| --- | ------------------ | -------- | ------------ | -------- | --- | ---------------------------------------- |
| 1.  | 3. јун 1933.       | Букурешт | Грчка        | 5:3      | 0   | Балкански куп                            |
| 2.  | 18. март 1934.     | Софија   | Бугарска     | 2:1      | 0   | Пријатељска утакмица                     |
| 3.  | 1. април 1934.     | Београд  | Бугарска     | 2:3      | 0   | Пријатељска утакмица                     |
| 4.  | 29. април 1934.    | Букурешт | Румунија     | 1:2      | 0   | Квалификације за Светско првенство 1934. |
| 5.  | 3. јун 1934.       | Београд  | Бразил       | 8:4      | 0   | Пријатељска утакмица                     |
| 6.  | 26. август 1934.   | Београд  | Пољска       | 4:1      | 0   | Пријатељска утакмица                     |
| 7.  | 2. септембар 1934. | Праг     | Чехословачка | 1:3      | 0   | Пријатељска утакмица                     |
| 8.  | 18. август 1935.   | Катовице | Пољска       | 3:2      | 0   | Пријатељска утакмица                     |
| 9.  | 6. септембар 1935. | Београд  | Чехословачка | 0:0      | 0   | Пријатељска утакмица                     |
| 10. | 10. мај 1936.      | Букурешт | Румунија     | 2:3      | 0   | Куп пријатељских земаља                  |
| 11. | 15. октобар 1939.  | Загреб   | Немачка      | 1:5      | 0   | Пријатељска утакмица                     |